# 興岳寺
興岳寺（こうがくじ）は東京都八王子市にある曹洞宗の寺院。山号は万松山。本尊は薬師如来。

## 歴史
文禄元年（1592年）、武田家家臣の石坂勘兵衛森通が随翁舜悦を開山として招聘し創建した。勘兵衛の子で八王子千人頭の石坂弥次右衛門森信が開基とされている。以後石坂家の菩提寺となった。
本堂に向かって左側に幕末の八王子千人頭石坂弥次右衛門義礼（よしたか）の顕彰碑が建てられている。義礼は日光勤番として、徳川家康を祀る日光東照宮を護る立場にあった。慶応4年（1868年）、戊辰戦争の際、幕府軍の伝習隊を率いる大鳥圭介らが日光山に立て篭もり、板垣退助らの官軍と対峙していた。この時、義礼は大鳥に相談して伝習隊を日光山から下山させ、幕府軍と官軍の戦いを未然に防いで日光山を焼失の危機から救ったとされている。しかし、八王子に帰還した義礼は、官軍と一戦もせずに日光東照宮を明け渡したことの非を問われ、責任を取り切腹して果てた。この縁で八王子市と姉妹都市となった日光市から寄贈された香炉が、興岳寺墓地にある義礼の墓前に置かれている。

## 所在地
東京都八王子市千人町1-2-8

## 交通アクセス
- JR中央線西八王子駅から徒歩約5分。